# A Construção do Outro como Não-Ser como Fundamento do Ser
A Construção do Outro como Não-Ser como Fundamento do Ser é um livro escrito pela filósofa, escritora e ativista antirracismo do movimento social negro brasileiro Sueli Carneiro.
A tese de doutorado de Sueli Carneiro é publicada em formato de livro após cerca de vinte anos de sua defesa na Faculdade de Educação da Universidade de São Paulo, demonstrando notável pertinência no debate contemporâneo. A autora emprega as categorias foucaultianas de dispositivo e biopoder para analisar as relações raciais, elaborando o conceito de dispositivo de racialidade — um mecanismo social que institui uma dicotomia valorativa baseada na pigmentação cutânea, elevando a branquitude como paradigma de normalidade. Fundamentando-se tanto na filosofia de Michel Foucault quanto na teoria do contrato racial proposta pelo pensador afro-jamaicano Charles Mills, Carneiro demonstra que esse dispositivo opera como um pacto social restrito ao grupo branco, alicerçado na manutenção da hierarquia racial e na exclusão sistemática da população negra. Essa estrutura se consolida igualmente mediante o epistemicídio, processo que visa a deslegitimação intelectual dos sujeitos negros enquanto produtores de conhecimento. Contudo, seguindo a premissa foucaultiana de que todo regime de poder engendra suas formas de contestação, a obra recupera os testemunhos de quatro figuras insurgentes, cujas narrativas evidenciam que a resistência emerge a partir de três eixos fundamentais: a reconstrução da autoestima individual, a recuperação da memória histórica e a organização política coletiva, elementos constitutivos para o enfrentamento das estruturas opressoras.